# Actionrun

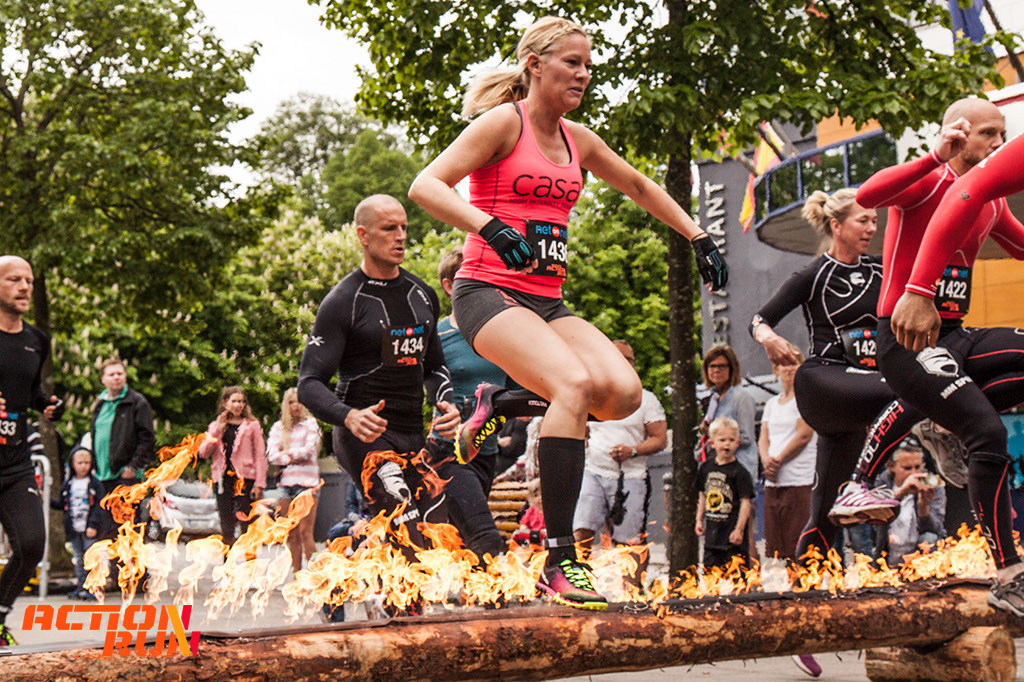
ActionRun Eldhinder

Actionrun är en hinderbana uppbyggd i stadsmiljö med en total längd på 7,5 kilometer, utformad för både elit och motionärer. Deltagarna tar sig över, under och genom ett 30-tal hinder, loppet avslutas med ett målhinder. Det första Actionrun genomfördes i Borås den 24 maj 2014. Under 2015 utökades Actionrun med ytterligare en ort, Örebro. För 2016 har ytterligare 3 orter tillkommit, Norrköping, Helsingborg och Västerås.